# Ierland op het Eurovisiesongfestival 1985
Ierland nam deel aan het Eurovisiesongfestival 1985 in Göteborg, Zweden.
Het was de 19de deelname van Ierland aan het festival.
De nationale omroep RTE was verantwoordelijk voor de bijdrage van Ierland voor 1985.

## Selectieprocedure
De Ierse Nationale finale werd gehouden op 27 maart 1984 en werd uitgezonden door de RTÉ en werd gepresenteerd door Gay Byrne.
Acht acts deden mee in de finale en de winnaar werd gekozen door 11 regionale jury's.

| Volgorde | Artiest         | Lied                           | Punten | Plaats |
| -------- | --------------- | ------------------------------ | ------ | ------ |
| 1        | Carol Ann       | "Two Hearts"                   | 20     | 2      |
| 2        | Marion Fossett  | "Only a Fantasy"               | 7      | 6      |
| 3        | Jody McStravick | "Couldn't Live My Life"        | 15     | 4=     |
| 4        | Jacinta Whyte   | "The Circus Song"              | 6      | 7      |
| 5        | Jane Cassidy    | "Long Before"                  | 16     | 3      |
| 6        | Mike Sherrard   | "Hearts"                       | 3      | 8      |
| 7        | Trish O'Brien   | "Hold Her Now"                 | 15     | 4=     |
| 8        | Maria Christian | "Wait Until the Weekend Comes" | 28     | 1      |

## In Göteborg
In zweden moest Ierland aantreden als 1ste voor Finland.
Op het einde van de puntentelling bleek dat Ierland 6de was geworden met een totaal van 91 punten.
Men ontving in totaal 1 keer het maximum van de punten.
Nederland nam niet deel in 1985 en België had 8 punten over voor deze inzending.

### Gekregen punten

#### Finale
| 12 punten               | 10 punten            | 8 punten                                                   | 7 punten          | 6 punten  |
| ----------------------- | -------------------- | ---------------------------------------------------------- | ----------------- | --------- |
| - Italië                | - Oostenrijk         | - België - Israël - Portugal                               | - Cyprus - Zweden |           |
| 5 punten                | 4 punten             | 3 punten                                                   | 2 punten          | 1 punt    |
| - Turkije - Zwitserland | - Duitsland - Spanje | - Denemarken - Frankrijk - Noorwegen - Verenigd Koninkrijk |                   | - Finland |

### Punten gegeven door Ierland

#### Finale
Punten gegeven in de finale:
| 12 punten | Noorwegen           |
| 10 punten | Zweden              |
| 8 punten  | Israël              |
| 7 punten  | Turkije             |
| 6 punten  | Finland             |
| 5 punten  | Verenigd Koninkrijk |
| 4 punten  | Duitsland           |
| 3 punten  | Oostenrijk          |
| 2 punten  | Spanje              |
| 1 punt    | Cyprus              |

1965 · 1966 · 1967 · 1968 · 1969 · 1970 · 1971 · 1972 · 1973 · 1974 · 1975 · 1976 · 1977 · 1978 · 1979 · 1980 · 1981 · 1982 · 1983 · 1984 · 1985 · 1986 · 1987 · 1988 · 1989 · 1990 · 1991 · 1992 · 1993 · 1994 · 1995 · 1996 · 1997 · 1998 · 1999 · 2000 · 2001 · 2002 · 2003 · 2004 · 2005 · 2006 · 2007 · 2008 · 2009 · 2010 · 2011 · 2012 · 2013 · 2014 · 2015 · 2016 · 2017 · 2018 · 2019 · 2020 · 2021 · 2022 · 2023 · 2024 · 2025